# Скопоне, наукова картярська гра
«Скопоне, наукова картярська гра» (італ. Lo scopone scientifico, фр. L'Argent de la vieille, англ. The Scientific Cardplayer) — італійська драматична кінокомедія 1972 року режисера Луїджі Коменчіні знята за сценарієм Родольфо Сонего. Фільм був внесений до списку 100 італійських фільмів, які потрібно зберегти (100 film italiani da salvare), від післявоєнних до вісімдесятих років.

## Сюжет
Щороку стара мільярдерка (Бетті Девіс) прилітає зі США до своєї розкішної вілли на околиці Рима, звідки відкривається чудовий краєвид на собор Святого Петра, і поруч з якою знаходяться бідні халупи, де різноманітний люд виживає з дня на день. Стара американка подорожує по світу зі своїм секретарем і колишнім коханцем Джорджем (Джозеф Коттен), з яким її єднають старі добрі часи, і якого тепер вона використовує як компаньйона, щоб грати в карти у різних місцях по всьому світу. У Римі, стара американка щороку запрошує до своєї вілли на картярську гру «скопоне» лахмітника Пеппіно (Альберто Сорді) та його дружину Антонію (Сільвана Мангано), які мріють розбагатіти, вигравши у старої мільярдерки хоч кілька мільйонів. Чи вдасться їм перемогти багату американку? …

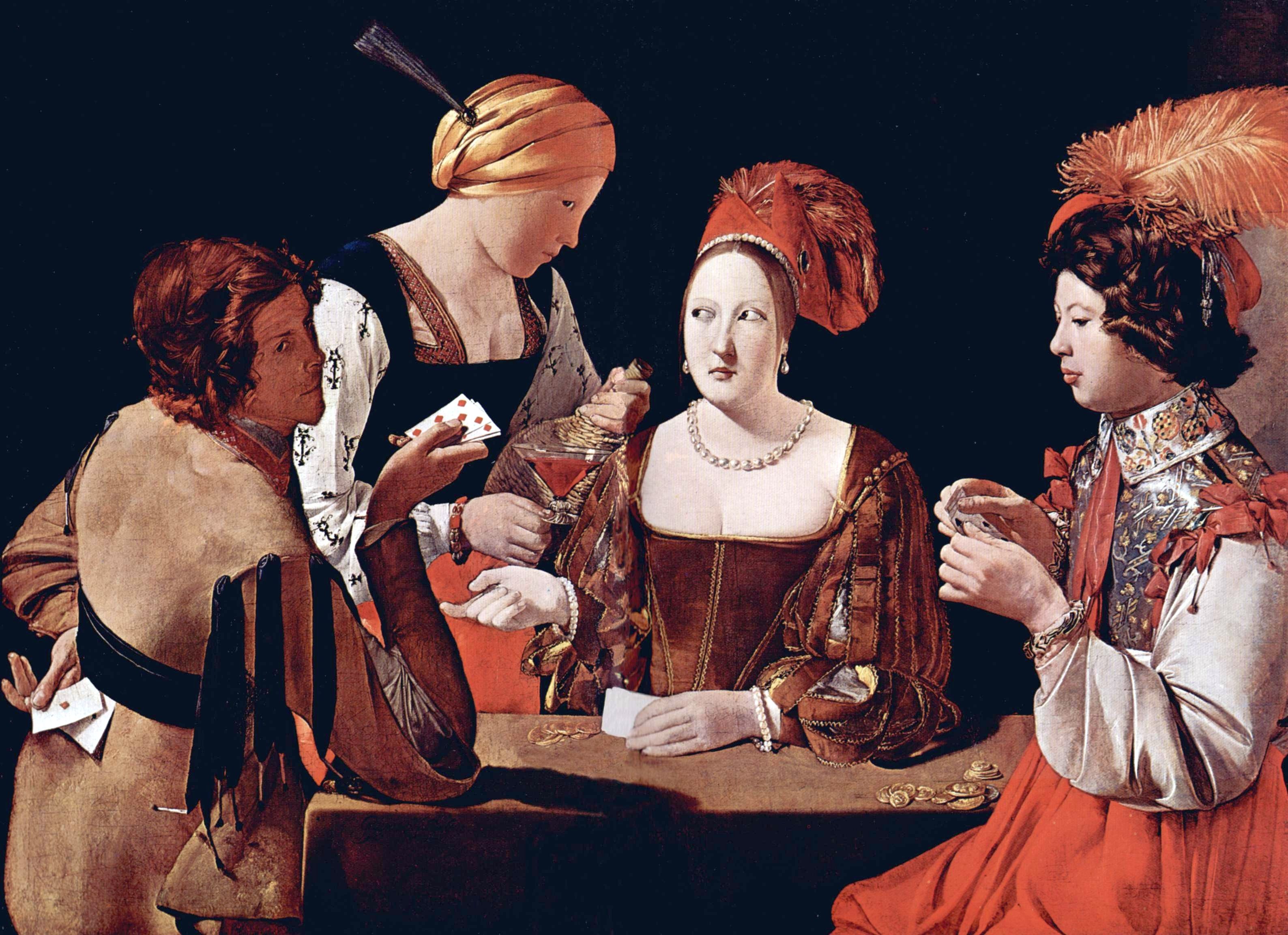
«Картярський шахрай з бубновим тузом».
Жорж де Латур. Лувр, Париж

## Ролі виконують
- Альберто Сорді — Пеппіно
- Сільвана Мангано — Антонія, дружина Пеппіно
- Бетті Девіс —  стара американка, мільярдерка
- Джозеф Коттен  — Джордж
- Доменіко Модуньйо — Ріджетто
- Маріо Каротенуто[it] — Армандо Кастеліні, «професор»

## Нагороди
- 1973 Премія Давида ді Донателло [2]:
  - за найкращу головну жіночу роль — Сільвана Мангано, разом з Флориндою Болкан («Шановні батьки!», 1973)
  - за найкращу чоловічу роль — Альберто Сорді
- 1973 Премія «Срібна стрічка» Італійського національного синдикату кіножурналістів:
  - за найкращу чоловічу роль другого плану[it] — Маріо Каротенуто
- 1973: Премія «Золотий кубок» (Італія):
  - за найкращий фільм — Діно Де Лаурентіс